# 菲利普·多本斯佩克
菲利普·多本斯佩克（英語：Philip Daubenspeck，1906年10月28日—1951年3月6日），美国男子水球运动员。他曾代表美国参加1932年和1936年夏季奥林匹克运动会水球比赛，其中1932年奥运会获得一枚铜牌。